# Irena Lewińska
Treść tego artykułu może nie być zgodna z zasadami neutralnego punktu widzenia.
 Po wyeliminowaniu niedoskonałości należy usunąć szablon {{Dopracować}} z tego artykułu.
Irena Lewińska (ur. 14 stycznia 1917 w Sosnowcu, zm. 26 maja 1992 w Katowicach) − polska śpiewaczka koncertowa (sopran liryczny), pierwsza dama muzyki symfonicznej w powojennej Polsce, pedagog Akademii Muzycznej im. Karola Szymanowskiego w Katowicach.

## Dom rodzinny
Irena Lewińska urodziła się 14 stycznia 1917 w Sosnowcu. Janina i Aleksander Lewińscy mieszkali przy ul. Pańskiej. Przyjacielem rodziny był prof. Stefan Marian Stoiński (1891-1945), pierwszy dyrektor Teatru Operowego w Katowicach i założyciel polskiego Instytutu Muzycznego na Śląsku. Przed wojną Irena Lewińska była jedną z pierwszych i najmłodszych wokalistek ówczesnej rozgłośni radiowej w Sosnowcu. Każdej niedzieli, tuż przed rozpoczęciem poranku filmowego dla dzieci, śpiewała piosenki w tamtejszym kinie „Zagłębie”.

## Nauka i pierwsze kroki na estradzie koncertowej
Egzamin maturalny złożyła w prywatnym Gimnazjum Żeńskim Heleny Rzadkiewiczowej w Sosnowcu. Potem uczęszczała do klasy śpiewu prof. Marii Gajekowej i jako jej uczennica w 1938 uzyskała dyplom Śląskiego Konserwatorium Muzycznego w Katowicach.
W następnym roku jako stypendystka rządu RP miała wyjechać do Włoch aby doskonalić kunszt śpiewaczy. Plany pokrzyżowała II wojna światowa. Po wybuchu wojny przeniosła się do rodziców w Krakowie, którzy mieszkali tam już od 1936. Podczas okupacji doskonaliła warsztat artystyczny. Pracowała pod kierunkiem prof. Bronisława Romaniszyna (1880-1963). 
Brała udział w tajnych recitalach i koncertach organizowanych w domach niepodległościowo zdeterminowanej inteligencji. Występowała w kościołach i dopiero co otwartym Domu Plastyków przy Łobzowskiej a regularnie, każdej niedzieli, śpiewała w mariackiej bazylice. Była solistką chóru pracującego pod kierunkiem Stefana Profica, wieloletniego dyrygenta chórzystów od Najświętszej Marii Panny i organizatora życia muzycznego w katolickich świątyniach oraz polskich towarzystwach śpiewaczych okupowanego Krakowa. W zespole śpiewał także jej ojciec. Tutaj wielokrotnie wykonywała Modlitwę z Mocy przeznaczenia Giuseppe Verdiego.

## Kariera artystyczna
Jej powojenny debiut miał miejsce dnia 26 maja 1945  w Filharmonii Śląskiej w Katowicach, która tego dnia inaugurowała działalność. Lewińska zaśpiewała polskie pieśni: „O, gwiazdeczko”, „Len” oraz „O czym ci się śni, dziewczyno?” a towarzyszyła jej orkiestra symfoniczna pod batutą prof. Faustyna Kulczyckiego (1894-1960), wówczas rektora Śląskiego Konserwatorium Muzycznego a przed wojną pierwszego komendanta Wojskowej Szkoły Muzycznej w Katowicach. 
Chcąc, nie chcąc – jako artystka zyskała miano „rówieśniczki Filharmonii Śląskiej”. 
W dniu 6 października 1946 została uhonorowana najwyższą nagrodą Międzynarodowego Konkursu Muzycznego w Genewie. Jury uznało ją za najlepszą śpiewaczkę. Jednocześnie otrzymała nagrodę Instytutu im. Ignacego Paderewskiego a Comité des Intellectuels zaproponowało jej stypendium oraz studia za granicą. 
W historii muzyki narodowej był to pierwszy, po zakończeniu wojny, polski tryumf artystyczny na skalę światową.

- Irena Lewińska dysponowała wysokim głosem. Była sopranem lirycznym. Uprawiała wyłącznie repertuar oratoryjny i pieśniowy. Przez długie lata katowicka Akademia Muzyczna legitymowała się jej wielkim sukcesem, jaki odniosła w Genewie - mówi wybitny muzykolog prof. Leon Markiewicz, rektor tej uczelni w latach 70. XX wieku.
W dniu swoich 32 urodzin 14 stycznia 1949 Irena Lewińska wystąpiła w roli Gabriela – jednego z trzech archaniołów – w monumentalnym oratorium „Stworzenie świata”, które Joseph Haydn napisał w roku 1798. „Stworzenie świata” było jej szczególnie bliskie nie tylko ze względu na biblijne proweniencje ale również ze względu na tekst oratoryjny napisany przez Linleya, według Raju utraconego niewidomego Miltona.
W premierowym koncercie orkiestrą dyrygował Witold Krzemieński (1909-2001). Tak się podobało śląskim melomanom, że na życzenie publiczności odtworzono je jeszcze czterokrotnie: 23 stycznia, 12 oraz 18 lutego i po raz ostatni: 2 kwietnia. Były to wielkie dni Filharmonii Śląskiej, Ireny Lewińskiej oraz chóru „Ogniwo”, w którym kiedyś śpiewał jej ojciec Aleksander.
W okresie powojennym była czołową solistką Filharmonii Krakowskiej i Filharmonii Śląskiej. Występowała na scenach lub estradach Warszawy, Poznania, Wrocławia oraz innych miast kraju inaugurujących działalność koncertową po sześciu latach hitlerowskiej okupacji dyskryminującej polską muzykę i śpiew. Przez krytykę i publiczność uznana za „fascynujący sopran liryczny” zdobyła sławę cenionego i popularnego wykonawcy dzieł G.F. Haendla, J.S. Bacha, J.-Ph. Rameau, W.A. Mozarta i kilku innych znakomitych kompozytorów XIX i XX-wiecznej Europy. 
Śpiewała z orkiestrami, którymi dyrygowali: Stanisław Skrowaczewski, Włodzimierz Ormicki, Henryk Czyż, Jan Krenz, Witold Rowicki i Grzegorz Fitelberg. Występowała w towarzystwie: Haliny Czerny-Stefańskiej, Klary Langer-Daneckiej, Wandy Wiłkomirskiej, Zbigniewa Drzewieckiego i Andrzeja Jasińskiego. Akompaniowali jej m.in.: Jadwiga Szamotulska, Sergiusz Nadgryzowski i Henry Poulenc, z którym zaprzyjaźniła się w czasie pobytu w Paryżu. Śpiewała w wielu miastach Francji a także w programach radia francuskiego, szwajcarskiego i czeskiego. W jej dorobku artystycznym znajdują się liczne nagrania, głównie pieśni Karola Szymanowskiego. Pochlebne recenzje na temat jej dokonań twórczych podpisywali m.in.: Jan Weber, Jerzy Waldorff, Stefan Kisielewski i Stefania Łobaczewska. Współpracowała z muzykologiem Karolem Stromengerem, felietonistą niezapomnianego „Kwadransa muzycznego”.
W roku 1949 Irena Lewińska uzyskała rządowe stypendium artystyczne i wyjechała nad Sekwanę aby pogłębić studia w tamtejszym Konserwatorium. Pracowała pod kierunkiem Charlesa Panzéry, Marii Freund i Edmunda J. Pendletona. W paryskiej uczelni była ilustratorką utworów J.S. Bacha. Doskonaliła się w wykonywaniu pieśni impresjonistów francuskich, romantyków niemieckich i oratoriów bachowskich. Jej śpiew jako wzór kunsztu wokalnego - prezentowano studentom.
W stolicy Francji śpiewała na galowym koncercie z okazji setnej rocznicy śmierci Fryderyka Chopina. Koncert odbył się 17 października 1949 w największej Sali teatralnej Sorbony. Po koncercie prezydent Francji - Vincent Auriol, zapragnął osobiście poznać śpiewaczkę i spędził z nią kilka chwil na prywatnej rozmowie.
W ramach Roku Chopinowskiego wystąpiła w Paryżu i odbyła tourné po Francji. Śpiewała w Radio Nationale i w ambasadzie polskiej. Dała ogółem 12 koncertów; w tym 7 poświęconych twórczości romantycznego kompozytora z Żelazowej Woli.
Niebawem, jako solistka grupy wokalnej zespołu „Musica antiqua”, na scenie Filharmonii Narodowej w Warszawie - dotychczas uznana mistrzyni pieśni impresjonistycznej - wkroczyła w nową dla siebie dziedzinę i zaprezentowała kilka utworów polskiego baroku: „Irena Lewińska wykonała szereg dawnych arii z XVII i XVIII wieku. „Jej głos, o dużej, wyrównanej skali, ciepły i czysty, brzmiał bardzo pięknie.” – napisał Zygmunt Mycielski w „Przeglądzie Kulturalnym” z 22 maja 1957 r.
W 1966 r., dawnych mistrzów Irena Lewińska śpiewała także w Lublinie z kwintetem tamtejszych filharmoników: „Z tą samą wnikliwością w stylu XVIII w. opracowali oni koncerty solowe (wokalno-instrumentalne) S. Szarzyńskiego Ave Regina oraz Pariendo non gravaris); tym razem wespół z solistką, Ireną Lewińską (sopran), śpiewaczką o długim stażu artystycznym i omalże historycznym znaczeniu w wokalistyce PRL.” – odnotował anonimowy sprawozdawca „Kuriera Lubelskiego”. 
Przed audytorium Filharmonii Śląskiej śpiewała partie tytułowej bohaterki w „Koronacji Poppei” Claudio Monteverdiego. Orkiestrą i chórem dyrygował Karol Stryja. Przyjaźniła się i spotykała z prof. Nellą Anfuso, śpiewaczką i muzykologiem z Florencji – specjalistką w dziedzinie pieśni starowłoskiej. Spotykała się z nią we Włoszech i w Polsce. Korzystała z jej porad i konsultacji. W dniu 17 maja 1976 była pierwszą śpiewaczką, której recital zainaugurował działalność zakopiańskiego Muzeum im. Karola Szymanowskiego w legendarnej willi „Atma”. Uchodziła za ich niezrównaną interpretatorkę.
Jeszcze na początku lat 80. brała udział w krakowskich Dniach Muzyki Sakralnej, śpiewając m.in. „Ave Maria” Schuberta. Podczas pielgrzymki do Włoch w maju 1981 roku śpiewała z towarzyszeniem akompaniamentu nagranego na taśmę magnetofonową. Występ transmitowano do kliniki Gemelli, gdzie przebywał Jan Paweł II. Potem ostatecznie zrezygnowała z występów publicznych. 
Na estradach koncertowych przez ponad 4 dziesięciolecia odtwarzała utwory ponad 40 kompozytorów reprezentujących różne epoki, zróżnicowaną wrażliwość i stylistykę.

## Kariera pedagogiczna
W dniu 15 marca 1945 na wezwanie prof. Faustyna Kulczyckiego i na prośbę prof. Władysławy Markiewiczównej, Irena Lewińska jako nauczyciel klasy śpiewu podjęła pracę w Gimnazjum i Liceum Muzycznym funkcjonującym wówczas przy dopiero co reaktywowanym Śląskim Konserwatorium Muzycznym w Katowicach.
Po powrocie z paryskiego stypendium Irena Lewińska związała się z krakowską PWSM, gdzie w latach 1950-1951 była asystentką w klasie śpiewu prof. B. Romaniszyna. Od 1954, jako wykładowca śpiewu solowego pracowała w PWSM w Katowicach.
W roku 1965 odbyła przewód kwalifikacyjny i otrzymała tytuł docenta. W latach 1967-1969 pełniła funkcję dziekana Wydziału Wokalno-Aktorskiego w katowickiej PWSM. W latach 60. i 70. była również konsultantem w średnich szkołach muzycznych województwa katowickiego.
W latach osiemdziesiątych współpracowała z Wydziałem Filologii Polskiej Uniwersytetu Śląskiego, gdzie prowadziła zajęcia z zakresu dykcji i fonetyki.

## Uczniowie i uczennice Ireny Lewińskiej
Na scenach muzycznych świata i kraju śpiewały jej uczennice: Urszula Koszut, solistka Teatru Wielkiego w Warszawie, a później wykonawczyni pierwszoplanowych partii na wielu scenach operowych Niemiec, Europy i Ameryki; sławna na wielu kontynentach Krystyna Zaręba, zdobywczyni medalu na Międzynarodowym Konkursie Wokalnym im. Marii Callas w Atenach (1978 r.); Leokadia Duży, ostatnia dyplomantka prof. Lewińskiej, solistka Opery Śląskiej, laureatka konkursów krajowych i międzynarodowych; Maria Zientek, solistka tejże Opery i laureatka licznych nagród a także tenor liryczny Piotr Beczała.

## Pożegnanie
Zmarła w 47. rocznicę swego debiutu na scenie Filharmonii Śląskiej - dnia 26 maja 1992 w swoim mieszkaniu przy ulicy Dąbrowskiego w Katowicach. Uroczystości pogrzebowe odbyły się dnia 2 czerwca 1992 w Krakowie, na cmentarzu Rakowickim. Artystka została pochowana w grobowcu rodziny Lewińskich, nieopodal mauzoleum Matejków. Koncelebrowaną Mszę św. odprawili ks. ks. prałat Józef Janson, Marian Skoczowski i Zbigniew Maciej Lewiński (starszy brat Ireny). Podczas Mszy św. śpiewały studentki: Sabina Olbrich, Aleksandra Stokłosa i Maria Zientek, ostatnia uczennica zmarłej nauczycielki. W pogrzebie uczestniczyli artyści i pedagodzy; prof. prof. Michalina Growiec, Andrzej Jasiński i Jan Wincenty Hawel, ówczesny rektor katowickiej Akademii oraz Halina Czerny-Stefańska, Maria Vardi-Morbitzerowa i Henryk Woźnica. W imieniu środowiska akademickiego i artystycznego pożegnał zmarłą Jan Wincenty Hawel. Powiedział m.in.: 
„Jej życie wypełniała muzyka. Ona nadawała mu sens. W sposób fascynujący prowadziła lekcje śpiewu a swoją wiedzą i wielkim doświadczeniem gotowa była dzielić się z każdym, komu nieobojętne były tajniki Polihymnii. Udało jej się zachować do ostatnich dni ten stan ducha, który określa się mianem wiecznej młodości. Reagowała na świat wrażliwą ciekawością i czujnym oczekiwaniem na moment, który stanie się rewelacją artystyczną i objawieniem młodego talentu. Taką rewelacją byli jej studenci i ich osiągnięcia.” W środę, 3 czerwca, została odprawiona kolejna Msza św. w intencji Ireny Lewińskiej, tym razem w katowickiej katedrze Chrystusa Króla. Uroczystości żałobne zakończyły się w dniu 23 czerwca odprawieniem Mszy św. w sosnowieckim kościele katedralnym pod wezwaniem Wniebowzięcia NMP, w parafii która była miejscem urodzenia artystki.